# Dorcen

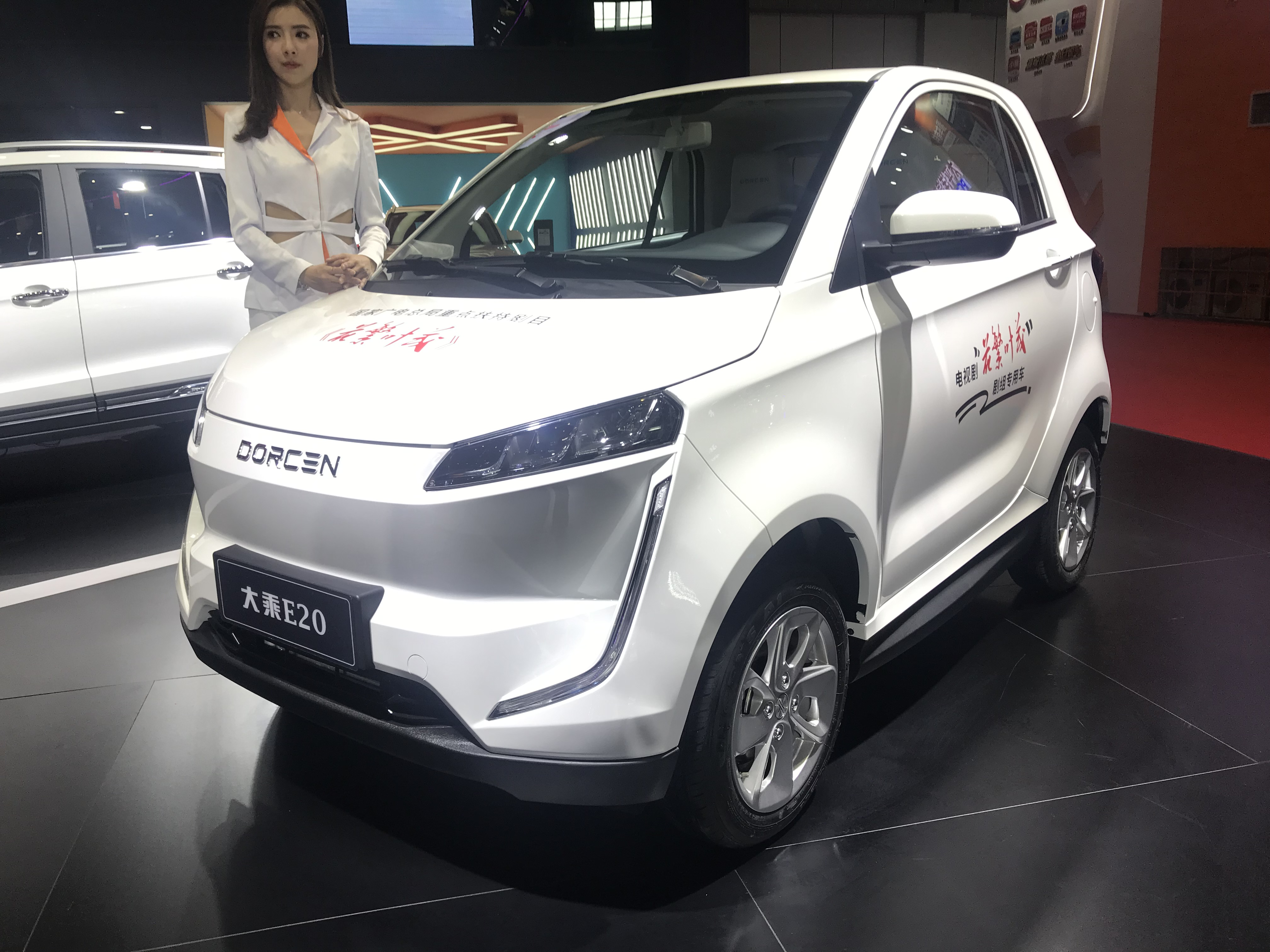
Dorcen E20

Dorcen – dawny chiński producent SUV-ów i elektrycznych mikrosamochodów z siedzibą w Changzhou działająca w latach 2014–2021. Należała do chińskiego koncernu Zotye Auto.

## Historia
Filia Dorcen została założona w 2014 roku przez syna założyciela chińskiego koncernu motoryzacyjnego Zotye Auto, Wu Hao, jako nowa marka dedykowana do oferowania bardziej luksusowych wariantów standardowych produktów tej firmy. W kolejnym, 2015 roku, udało się ukończyć produkcję pierwszej fabryki w mieście Jiangsu. We wrześniu 2018 roku Dorcen rozpoczął ofensywę modelową, której elementem były pojazdy konstrukcji Zotye. Oprócz SUV-ów G60 i G70S, producent przedstawił także mikrosamochód o napędzie elektrycznym o nazwie E20. W 2019 roku oferta Dorcena została poszerzona o kolejnego SUV-a G60S, a także wariant elektryczny modelu G60 o nazwie G60E.
W 2021 Dorcen złożył wniosek upadłość, bankrutując razem z macierzystym Zotye Auto i znikając z rynku. Fabryka chińskiego przedsiębiorstwa została wspólnie przejęta prez rodzimy startup Niutron oraz nie powiązany z nim, duży koncern BYD Auto. W czerwcu 2023 roku pojawiły się informacje z chińskiego urzędu patentowego o próbie wdrożenia do produkcji nieudanego modelu Niutron NV, którego producent, startup Niutron, ogłosił upadłość. Pojazd zarejestrowano pod nową nazwą Docan V07 będącą przekształceniem dawnej marki "Dorcen" i próbą przywrócenia jej na rynek, jednak nie doszło do uruchomienia seryjnej produkcji.

## Modele samochodów

### Historyczne
- E20 (2016–2021)
- G60 (2018–2021)
- G60E (2019–2021)
- G60S (2019–2021)
- G70S (2019–2021)